# Salvatore Ronald Matano

Wappen von Salvatore Matano

Salvatore Ronald Matano (* 15. September 1946 in Providence) ist ein US-amerikanischer Geistlicher und Bischof von Rochester.

## Leben
Der Rektor des Päpstlichen Nordamerika-Kolleg, James Aloysius Hickey, weihte ihn am 17. Dezember 1971 zum Priester.
Papst Johannes Paul II. ernannte ihn am 3. März 2005 zum Koadjutorbischof von Burlington. Der Apostolische Nuntius in den USA, Gabriel Montalvo Higuera, spendete ihm am 19. April desselben Jahres die Bischofsweihe; Mitkonsekratoren waren Sean Patrick O’Malley OFMCap, Erzbischof von Boston, und Kenneth Anthony Angell, Bischof von Burlington. Als Wahlspruch wählte er In Unitatem Fidei.
Nach der Emeritierung Kenneth Anthony Angells folgte er ihm am 9. November 2005 als Bischof von Burlington nach.
Am 6. November 2013 ernannte ihn Papst Franziskus zum Bischof von Rochester. Die Amtseinführung erfolgte am 3. Januar des folgenden Jahres.